# Liste der Bodendenkmale in Guhrow
In der Liste der Bodendenkmale in Guhrow sind alle Bodendenkmale der brandenburgischen Gemeinde Guhrow und ihrer Ortsteile aufgelistet. Grundlage ist die Veröffentlichung der Landesdenkmalliste mit dem Stand vom 31. Dezember 2020.
Die Baudenkmale sind in der Liste der Baudenkmale in Guhrow aufgeführt.
|    | Gemarkung     | Flur | Kurzansprache                                                                                          | Bodendenkmalnummer | Bemerkung | Bild |
| -- | ------------- | ---- | --- | ------------------ | --------- | ---- |
| 1  | Guhrow (Lage) | 2    | Siedlung slawisches Mittelalter                                                                        | 120035             |           |      |
| 2  | Guhrow (Lage) | 1    | Rast- und Werkplatz Mesolithikum                                                                       | 120133             |           |      |
| 3  | Guhrow (Lage) | 1    | Siedlung Urgeschichte                                                                                  | 120134             |           |      |
| 4  | Guhrow (Lage) | 1    | Siedlung Urgeschichte, Hort römische Kaiserzeit                                                        | 120135             |           |      |
| 5  | Guhrow (Lage) | 1    | Rast- und Werkplatz Mesolithikum                                                                       | 120136             |           |      |
| 6  | Guhrow (Lage) | 1    | Rast- und Werkplatz Mesolithikum, Siedlung Eisenzeit, Siedlung Bronzezeit                              | 120137             |           |      |
| 7  | Guhrow (Lage) | 2    | Siedlung Bronzezeit, Siedlung Eisenzeit, Siedlung slawisches Mittelalter                               | 120138             |           |      |
| 8  | Guhrow (Lage) | 1    | Rast- und Werkplatz Mesolithikum                                                                       | 120139             |           |      |
| 9  | Guhrow (Lage) | 2    | Siedlung Eisenzeit, Siedlung Bronze                                                                    | 120144             |           |      |
| 10 | Guhrow (Lage) | 2, 3 | Siedlung Bronzezeit, Siedlung Eisenzeit, Siedlung römische Kaiserzeit, Siedlung slawisches Mittelalter | 120145             |           |      |
| 11 | Guhrow (Lage) | 3    | Rast- und Werkplatz Steinzeit, Siedlung Urgeschichte                                                   | 120146             |           |      |
| 12 | Guhrow (Lage) | 2, 3 | Dorfkern deutsches Mittelalter, Dorfkern Neuzeit                                                       | 120148             |           |      |